# Dextrin
Dextrin là một nhóm các carbohydrate có trọng lượng phân tử thấp được tạo ra bởi quá trình thủy phân tinh bột  hoặc glycogen.   Dextrin là hỗn hợp của các polyme của các đơn vị D- glucose liên kết bởi các liên kết glycosidic α- (1 → 4) hoặc α- (1 → 6).
Dextrin có thể được sản xuất từ tinh bột sử dụng các enzyme như amylase, như trong quá trình tiêu hóa trong cơ thể người và trong quá trình nấu và nghiền, hoặc bằng cách sử dụng nhiệt khô trong các điều kiện axit (pyrolysis hoặc rang).  Quá trình thứ hai được sử dụng công nghiệp, và cũng xảy ra trên bề mặt của bánh mì trong suốt quá trình nướng, góp phần tạo ra hương vị, màu sắc và độ nhậy.  Dextrin tạo ra bằng nhiệt còn được gọi là pyrodextrins.  Trong quá trình rang trong điều kiện axit tinh bột thủy phân và các bộ phận tinh bột ngắn được tái tạo lại với các liên kết α- (1,6) tới phân tử tinh bột phân huỷ.   Xem thêm Maillard Reaction.
Dextrin là các bột trắng, vàng, hoặc nâu tan trong nước một phần hoặc toàn bộ, mang lại các giải pháp quang học hoạt tính có độ nhớt thấp.  Hầu hết chúng có thể được phát hiện bằng dung dịch iod, tạo màu đỏ;  người ta phân biệt erythrodextrin (dextrin có màu đỏ) và achrodextrin (không màu).
Các dextrin trắng và vàng từ tinh bột rang với ít hoặc không có acid được gọi là kẹo cao su của Anh.
Một dextrin với các liên kết glycosidic α- (1 → 4) và α- (1 → 6)

## Sử dụng
Các dextrin màu vàng được sử dụng làm chất keo hòa tan trong nước trong các loại keo dính và ống giấy có thể tái sử dụng trong ngành công nghiệp khai thác mỏ như các chất phụ gia trong quá trình đun sôi, trong ngành công nghiệp đúc như các chất phụ gia trong sản xuất cát, và như chất kết dính trong sơn gouache và cũng trong ngành công nghiệp da.
Các dextrin trắng được sử dụng như:
- Một chất làm tăng độ nhám cho chế biến thực phẩm, trong bột ăn, lớp phủ và chất tráng men, (INS số 1400).
- Một chất phủ hoàn thiện và chất phủ để làm tăng trọng lượng và độ cứng của vải dệt.
- Một chất dẻo và liên kết trong dược phẩm và chất phủ giấy.
- Là chất kết dính và nhiên liệu pháo hoa, chúng được thêm vào pháo hoa và sparklers, cho phép chúng rắn trở thành viên hoặc "ngôi sao".
- Là một tác nhân ổn định cho một số chất a xít kim loại gây nổ, đặc biệt là axit chì (II).

Do việc tái phân chia, dextrin không tiêu hóa được;  dextrin không tiêu hóa được phát triển như các chất xơ hòa tan đơn độc hòa tan và để thêm vào các sản phẩm thực phẩm chế biến.  [6]

## Các loại khác
- Maltodextrin

Bài chi tiết: maltodextrin
Maltodextrin là một loại tinh bột đường ngắn được sử dụng làm chất phụ gia thực phẩm.  Nó được sản xuất bằng quá trình thủy phân enzyme từ tinh bột có gel và thường được tìm thấy như là một bột khô phun kem trắng.  Maltodextrin dễ tiêu hóa, được hấp thu nhanh chóng như glucose, và có thể vừa ngọt vừa có ít hương vị.
- Cyclodextrin

Bài chi tiết: Cyclodextrin
Các dextrins theo chu kỳ được gọi là cyclodextrins.  Chúng được hình thành bởi sự xuống cấp enzyme của tinh bột bởi một số vi khuẩn nhất định, ví dụ như Paenibacillus macerans (Bacillus macerans).  Cyclodextrins có cấu trúc hình xuyến hình thành bởi 6-8 glucose residues.
- Amylodextrin là một dextrin tuyến tính hoặc amylose chuỗi ngắn (DP 20-30) có thể được sản xuất bằng quá trình thủy phân enzyme của liên kết glycosidic alpha-1 hoặc devanching amylopectin.  Amylodextrin màu xanh với iod.
- (Beta) Hạn chế dextrin là polymer còn lại được sản sinh bằng quá trình thủy phân enzyme amylopectin với beta amylase, không thể thủy phân các liên kết alpha-1,6 tại các điểm nhánh.
- (Alpha) Hạn chế dextrin là một phân tử amylopectin phân nhánh ngắn, được sản sinh từ quá trình thủy phân amylopectin với alpha amylase.
- Dextrin chu kỳ phân nhánh cao là một dextrin được tạo ra từ sự phá vỡ enzym của amylopectin trong các cụm và sử dụng enzym phân nhánh để hình thành các chuỗi vòng lớn.  [7]